# Алберт Леш
Алберт Леш (Суботица, 17. мај 1946) је југословенски и српски уметник, сликар и дизајнер. Један је од оснивача Удружења ликовних уметника Сирмиум у Сремској Митровици (1980).

## Биографија
У лепези ликовног стваралачког опуса радио је на креирању визуелног идентитета фирми и на графичком обликовању логотипа, плаката, календара, проспеката, каталога, симбола и амбалаже. Од 1968. бавио се графичком делатношћу и дизајном. Као аранжер, дизајнер и сарадник за економску пропаганду, од 1977. радио је у Пољопривредно-индустријском комбинату Сирмиум у Сремској Митровици. Као представник предузећа Митрос освојио је Награду за најлепши излог прехране на Такмичењу аранжера Србије „Излог ’88” у Лесковцу (1988). Од 1988. члан је Удружења ликовних уметника примењених уметности и дизајнера Војводине (УПИДИВ), а Покрајински секретаријат за образовање и културу Социјалистичке Аутономне Покрајине Војводине утврдио му је статус самосталног уметника за примењено ликовно стваралаштво (1990).
У Новом Саду је насликао комбинацију зидне слике и пропагандне поруке, гигантски мурал површине 332,5 m2 на ком је приказао како три модерна Атласа у фармерицама подижу слику Вобана, маскоте Војвођанске банке (1992).
Креирао је визуелни идентитет часописа Сунчани сат у којем су објављивани чланци везани за науку, уметност и културу (1994).
Циклус слика Крижни пут насликао је у периоду од 1997. до 2000. године.  Свих четрнаест слика трајно су изложене у простору Римокатоличке цркве Св. Димитрија у Сремској Митровици (2000). Насликао је десет портрета светих и блажених у Цркви Марије Мајке Цркве у Александрову и два портрета на објекту Маријанског светишта Госпе од суза на Бунарићу (2003). Осликао је леву страну таванице и приземни део олтарског простора Цркве Снежне Госпе на Текијама у Петроварадину (2004). У целости је осликао и унутрашњост Римокатоличке Цркве Св. Илије у Љуби (2006).
За своје стваралаштво примио је значајна признања више друштвених и струковних организација.

## Изложбе
Уметничка дела излагао је на самосталним и колективним изложбама у Сремској Митровици, Београду, Новом Саду, Суботици, Ваљеву и Крагујевцу. Сликарским радовима у уљу, пастелима, цртежима, графикама, скулптурама у бакру, бронзи и дрвету, отвoрио је врата галеријских простора ван Србије, те је излагао и у Јужној Аустралији, Хрватској, Словенији и Чешкој.

### Самосталне изложбе
- Дом омладине, Сремска Митровица, 1964.
- Галерија Словенског клуба, Аделејд, 1982.[8]
- Галерија „Лазар Возаревић”, Сремска Митровица, 1989.[9]
- Галерија „Ликовни сусрет”, Суботица, 1998.[10]
- Центар за интеркултурализам, Загреб, 2004.[11]
- Дом културе, Равна Гора, 2004.[12]
- Удружење Чешка беседа, Загреб, 2005.[13]

### Колективне изложбе
- Ликовни салон, Галерија „Лазар Возаревић”, Сремска Митровица, 1974, 1975, 1978.[14]
- Форма VII, Четврти сремскомитровачки салон, Галерија „Лазар Возаревић”, Сремска Митровица, 1979.[15]
- Изложба ликовног стваралаштва, Општински суд, Ваљево, 1979.[16]
- Изложба Удружења ликовних уметника „Сирмиум”, Народни музеј, Крагујевац, 1981.[17]
- Изложба у Галерији УПИДИВ, Нови Сад, 1988.
- Форма XII, Нови Сад, 1991.
- Мајска изложба, Уметнички павиљон „Цвијета Зузорић”, Београд, 1992.[18]
- 35. Златно перо Београда, Уметнички павиљон „Цвјијета Зузорић, Београд, 1993.[19]
- Форма XIII, Галерија савремене ликовне уметности СПЦ „Војводина”, Нови Сад, 1994.
- Трећи међународни сајам графичке индустрије и дизајна, Нови Сад, 1995.[20]
- Форма XIV, Српско народно позориште, Нови Сад, 1996.
- Ликовна колонија Посочје, Основна школа „Душан Муних”, Мост на Сочи, 1997.
- Форма XV, Музеј Војводине, Нови Сад, 1998.
- Форма XVI, Музеј Војводине, Нови Сад, 2000.
- Ликовна колонија Посочје, Толмински музеј, Толмин, 2001.
- Форма XVII, Музеј Војводине, Нови Сад, 2002;
- Форма XVII, Савремена галерија, Суботица, 2003.
- Ликовна колонија Бунарић, Суботица, 2003.[21]
- Ликовна колонија Посочје, Толмински музеј, Толмин, 2004.[22]
- Ликовна колонија Запрешић, Загреб, 2004.
- Изложба графика Exlibris, Опава, 2004.
- Форма XVIII, Музеј Војводине, Нови Сад, 2004.
- Палић као инспирација, Градска кућа, Суботица, 2005.[23]
- Ликовна колонија Намјешт на Хани, Оломоуц, 2005.[24][25]
- Форма XIX, Музеј Војводине, Нови Сад, 2006.
- 20 година ликовних колонија словеначких академских и аматерских сликара широм света, Градска кућа, Љубљана, 2011.[26]